# Glukoseautoregulation
Die Glukoseautoregulation bezeichnet eine vom Insulin unabhängige Regulation der zellulären Glukoseaufnahme, deren genauer Mechanismus noch nicht bekannt ist. 

## Komponenten des Regelkreises
Ein wichtiges Wirkungsgefüge der Autoregulation des Glukosespiegels ist die blutzuckerabhängige Nettoglukoseproduktion bzw. -verwertung der Leber. Bei hohem Blutzuckerspiegel überwiegt ein Netto-Glukoseverbrauch, bei niedrigen Blutzuckerspiegeln bekommt die Glukoseproduktion die Oberhand.
Ein gegenteiliger Effekt besteht im Zentralnervensystem: Hier wird die Glukoseaufnahme bei niedrigem Blutzuckerspiegel stimuliert, wodurch die Nervenzellen vor Zerstörung bewahrt werden. Allerdings ist dieser Mechanismus langsam. Er schützt insbesondere nicht vor schädlichen Auswirkungen einer plötzlichen und schweren Hypoglykämie.
Ein längeres Vorliegen niedriger Blutzuckerspiegel steigert die Glukoseaufnahme in den Skelettmuskel, vorbestehende hohe Blutzuckerspiegel haben den gegenteiligen Effekt.